# Park ciemnego nieba

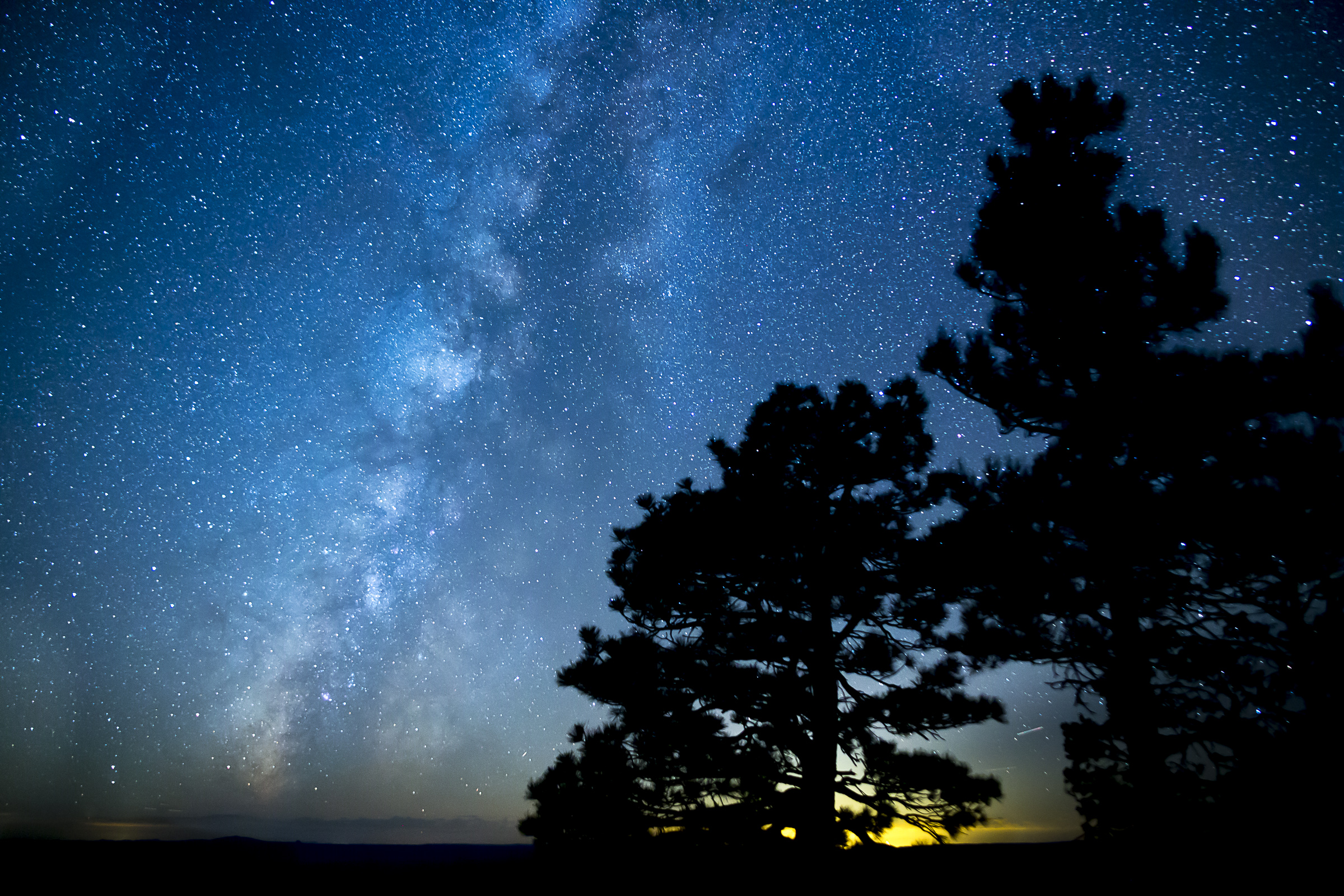
Grand Canyon-Parashant National Monument w Arizonie, gdzie utworzono park ciemnego nieba

Park ciemnego nieba – obszar terenu wyznaczony do ochrony przed zanieczyszczeniem światłem ciemności nocnej jako wyjątkowego środowiska naturalnego. Takie „rezerwaty ciemności”, podobnie jak klasyczne rezerwaty przyrody, pełnią nie tylko funkcje ekologiczne, ale również edukacyjne. 
W chwili obecnej parki ciemnego nieba istnieją w Ameryce Północnej i Europie (większość w Kanadzie i Stanach Zjednoczonych). W Polsce nie mają regulacji prawnych i powoływane są na podstawie umowy między instytucjami państwowymi w porozumieniu z odpowiednimi władzami gminnymi.
Obszary ochrony nocnej ciemności spełniają następujące funkcje:
1. ochrona najciemniejszych zakątków naszej planety, w których środowisko nocne nie jest zaburzone przez sztuczne światło (odpowiedniki rezerwatów chroniących wyjątkowo cenne przyrodniczo miejsca)
2. popularyzacja wiedzy o zanieczyszczeniu światłem (niezbędnej do minimalizowania jego oddziaływania na środowisko naturalne)
3. ochrona dla obserwacji astronomicznych. Są to obszary otaczające obserwatoria, pozwalające prowadzić badanie kosmosu w odpowiednich warunkach – zanieczyszczenie światłem utrudnia, a czasem wręcz uniemożliwia, profesjonalne obserwacje nieba. W parku ciemnego nieba doskonale widać Drogę Mleczną, a bez teleskopu widać około 2000 gwiazd (w  miastach widoczne jest około 200, a w metropoliach tylko około 20)[potrzebny przypis]. W czasie dobrej pogody na niebie widać również światło zodiakalne i przeciwblask.

Ochrona ciemności włączana jest do istniejących obszarów ochrony przyrody, na przykład parków narodowych, ponieważ naturalne ciemności są jednym z ekologicznych zasobów potrzebujących ochrony. Z rezerwatów ciemności korzystają zwierzęta o nocnym trybie życia narażone na wyginięcie w nadmiernie oświetlonym środowisku. Sztuczne światło niekorzystnie wpływa również na rośliny, które w wyniku sztucznego światła tracą granicę nocy i dnia, co ma niekorzystny wpływ na ich rozwój. Zaburzenia naturalnej długości okresu jasności i ciemności oddziałują na fotoperiodyzm i mogą zakłócać działanie zegarów biologicznych i związanego z nimi rytmu dobowego (np. w dobowych migracjach pionowych planktonu).

## W Polsce
Obecnie w Polsce istnieją dwa parki ciemnego nieba:
- Izerski Park Ciemnego Nieba (transgraniczny polsko-czeski)
- Park Gwiezdnego Nieba „Bieszczady” (uzupełniający się ze słowackim Parkiem Ciemnego Nieba „Połoniny”)